# So schnell du kannst
So schnell du kannst ist ein deutsches Psychodrama der Regisseurin Vivian Naefe, die gemeinsam mit Harald Göckeritz auch das Drehbuch schrieb. Lucas Gregorowicz verkörpert den ehemaligen Tennisprofi Ben, der sich in die von Nicolette Krebitz gespielte manisch-depressive Linda verliebt. 
Die Premiere des Films fand 2002 auf dem Filmfest Hamburg statt, die Erstausstrahlung im ZDF erfolgte am 25. August 2003.

## Handlung
Ben war früher Tennisprofi, doch seit er aufgrund einer Knieverletzung keinen Spitzensport mehr ausüben kann, bestreitet er seinen Lebensunterhalt als Autoverkäufer. In sportlicher Hinsicht trifft er sich weiterhin regelmäßig mit seinen Freunden zum Badminton.
Eines Tages wird Ben von der in der Sporthalle als Putzfrau beschäftigten Linda angesprochen. In der Folge verbringt er mit ihr eine verrückte, lebhafte Nacht. Ben möchte Linda wiedersehen, doch so plötzlich, wie sie in sein Leben getreten ist, ist sie auch schon wieder verschwunden. Ben begibt sich auf die Suche nach Linda, trifft sie wieder und erfährt von ihr, dass sie an einer psychischen Krankheit leidet: Linda hat eine bipolare affektive Störung, das heißt, sie ist manisch-depressiv. Durch ihre Krankheit wechselt Lindas Stimmung ständig zwischen Euphorie und Niedergeschlagenheit. Sie ist deshalb in medikamentöser Behandlung, die verabreichten Präparate entfalten jedoch nicht die erhoffte Wirkung. Immer wieder wird Linda für einige Zeit in eine psychiatrische Klinik eingeliefert.

## Produktionsnotizen
Gloria Burkert produzierte das Filmdrama für die MTM Medien & Television München GmbH (München) im Auftrag des ZDF. Gedreht wurde 2002 in der italienischen Kleinstadt Amalfi, in München und in Taufkirchen.

## Filmförderung
Die Produktion So schnell du kannst wurde vom FilmFernsehFonds Bayern gefördert.

## Erscheinungstermine
So schnell du kannst hatte am 27. September 2002 Premiere auf dem Filmfest Hamburg. Die Erstausstrahlung im deutschen Fernsehen fand am 25. August 2003 im ZDF statt.

## Kritiken
TV Spielfilm konstatierte: „Liebe allein kann Linda nicht heilen… Exzellent gespieltes Porträt“. Das Fazit der Programmzeitschrift lautet: „Ehrlich wahnsinnig und wahnsinnig ehrlich“.
Das Lexikon des internationalen Films meinte anerkennend: „Ein bewegender Film um eine Liebe mit Hindernissen, wobei die Dramaturgie von den Schüben des Krankheitsverlaufs bestimmt wird und sich ein strapaziöses Hin und Her zwischen Anziehung und Entfremdung entwickelt, das durch humorvoll-pointierte Dialoge und wunderbare szenische Auflösungen strukturiert wird“. Die Kritik endet mit dem Schlusssatz: „Nicolette Krebitz verleiht der emotionalen Achterbahnfahrt eine Glaubwürdigkeit, die frei von jeder affektierten Rührseligkeit ist“.
Auch Kino.de war voll des Lobes über den Film und meinte, damit lege Regisseurin Vivian Naefe „den Beweis dafür ab, dass auch traurige Filme glücklich machen können“. Weiter hieß es: „Und Nicolette Krebitz erweist sich in dieser Rolle als absoluter Glücksfall für den Film. Das Pendeln zwischen manischer und depressiver Phase wirkt glaubwürdig, in keiner Weise overacted. Auch die übrigen Rollen sind ausnahmslos gut besetzt, die Dialoge sitzen, und Naefe lässt genügend Raum für kleine Skurrilitäten und humorvolle Noten.“
Rainer Tittelbach von tittelbach.tv äußerte sich ebenfalls positiv über den Film und meinte, Vivian Naefe erzähle „vor allem eine ganz besondere Liebesgeschichte“, in die die „‚bipolare affektive Störung‘ der Heldin“ quasi „als Katalysator in die Phänomene der Liebe“ hineinwirke. Und weiter: „Die psychologische Grundierung stimmt, der ständige Perspektivwechsel ist dramaturgisch clever, und Nicolette Krebitz ist umwerfend!“ Zur Leistung des zweiten Hauptdarstellers Lucas Gregorowicz führte Tittelbach aus: „Für ihn war es keineswegs leicht, gegen die himmelhochjauchzend und depressiv betrübt auftrumpfende Krebitz anzuspielen. Er versucht es auch gar nicht erst. Leise gibt er seinen Ben, einen Mann, der sich mit Ende 20 noch nie über sein Leben Gedanken gemacht hat – und den die Herausforderung Linda deshalb doppelt heftig trifft.“

## Auszeichnungen
- Nicolette Krebitz wurde auf dem Fernsehfilmfestival Baden-Baden 2003 mit dem Sonderpreis der Akademie für ihre herausragende darstellerische Leistung ausgezeichnet. Vivian Naefe war auf dem Festival für den 3sat Audience Award nominiert.
- Nicolette Krebitz ging aus der Abstimmung für die Goldene Kamera 2004 in der Kategorie „Beste deutsche Schauspielerin“ als Siegerin hervor.
- Nominiert war der Film in der Kategorie „Fiction/Entertainment“ für den Adolf-Grimme-Preis 2004.